# Raising Hell
Raising Hell es el nombre de un vídeo de la banda británica Iron Maiden, lanzado en 1993. Fue filmado el 28 de agosto del mismo año en los estudios Pinewood en Londres, y transmitido por televisión vía pago por visión.
El concierto fue el último en presentar al vocalista Bruce Dickinson (hasta su regreso a la banda en 1999). La banda se presentó en el escenario junto al mago Simon Drake, quien en su repertorio de trucos, terminó "matando" al propio Dickinson con una doncella de hierro, "amputando" las manos de Dave en una sierra circular y "asesinando" a uno de los miembros de la audiencia.

## Lista de canciones
1. "Be Quick or Be Dead"
2. "The Trooper"
3. "The Evil That Men Do"
4. "The Clairvoyant"
5. "Hallowed Be Thy Name"
6. "Wrathchild"
7. "Transylvania"
8. "From Here to Eternity"
9. "Fear of the Dark"
10. "The Number of the Beast"
11. "Bring Your Daughter... To the Slaughter"
12. "2 Minutes to Midnight"
13. "Afraid to Shoot Strangers"
14. "Heaven Can Wait"
15. "Sanctuary"
16. "Run to the Hills"
17. "Iron Maiden"

## Formación
- Bruce Dickinson - vocalista
- Dave Murray - guitarra
- Janick Gers - guitarra
- Steve Harris - bajo
- Nicko McBrain - batería